# Сентиментальное путешествие на мою Родину. Музыка русской живописи
«Сентиментальное путешествие на мою Родину. Музыка русской живописи» — документальный сериал режиссёров Виталия Максимова и Никиты Михалкова.

## Сюжет
Никита Михалков знакомит со своими любимыми картинами российских живописцев XIX века. Зрителю представлен квалифицированный взгляд на художественные направления и пристрастия того периода. Сериал рассказывает о судьбах художников и героев их полотен, истории создания шедевров, общей картине русской художественной культуры. Текст читает Евгений Стеблов.
Всего рассказывается о 19 картинах 13 русских художников, в том числе: Иван Шишкин «Дождь в дубовом лесу», Фёдор Васильев «Оттепель», Павел Федотов «Завтрак аристократа» и «Сватовство майора».

Живопись для фильма не подбиралась нами ни хронологически, ни тематически. Это индивидуальный выбор. Это то, что я люблю. И то, что, как мне кажется, выражает русский характер, русскую природу. Да и вообще то, что лежит в основе этой таинственной международной фразы о загадочности русской души.— Никита Михалков

## Дополнительная информация
Проект носит образовательный характер: бо́льшая часть партии DVD-фильма, переизданная в 2006 году, бесплатно направлена в российские школы, интернаты и ВУЗы. Фильм демонстрировался в 2016 году на X Зимнем суриковском фестивале искусств. Также в 2016 году просмотр фильма был организован в Центре по искусству и музыке Центральной городской библиотеки имени В.Маяковского (Санкт-Петербург) в рамках проекта «Мастера отечественного кинематографа».